# مارك أنتوني باريغا
مارك أنتوني باريغا (مواليد 11 يونيو 1993) هو ملاكم فلبيني، مثّل بلاده في الألعاب الأولمبية الصيفية 2012.

## روابط خارجية
مارك أنتوني باريغا على موقع بوكس ريك (الإنجليزية) (registration required)
- مارك أنتوني باريغا على موقع اللجنة الأولمبية الدولية (الإنجليزية)
- مارك أنتوني باريغا على موقع أوليمبيديا (الإنجليزية)